# Opuntia tuna
Opuntia tuna là một loài thực vật có hoa trong họ Cactaceae. Loài này được (L.) Mill. mô tả khoa học đầu tiên năm 1768.

## Hình ảnh

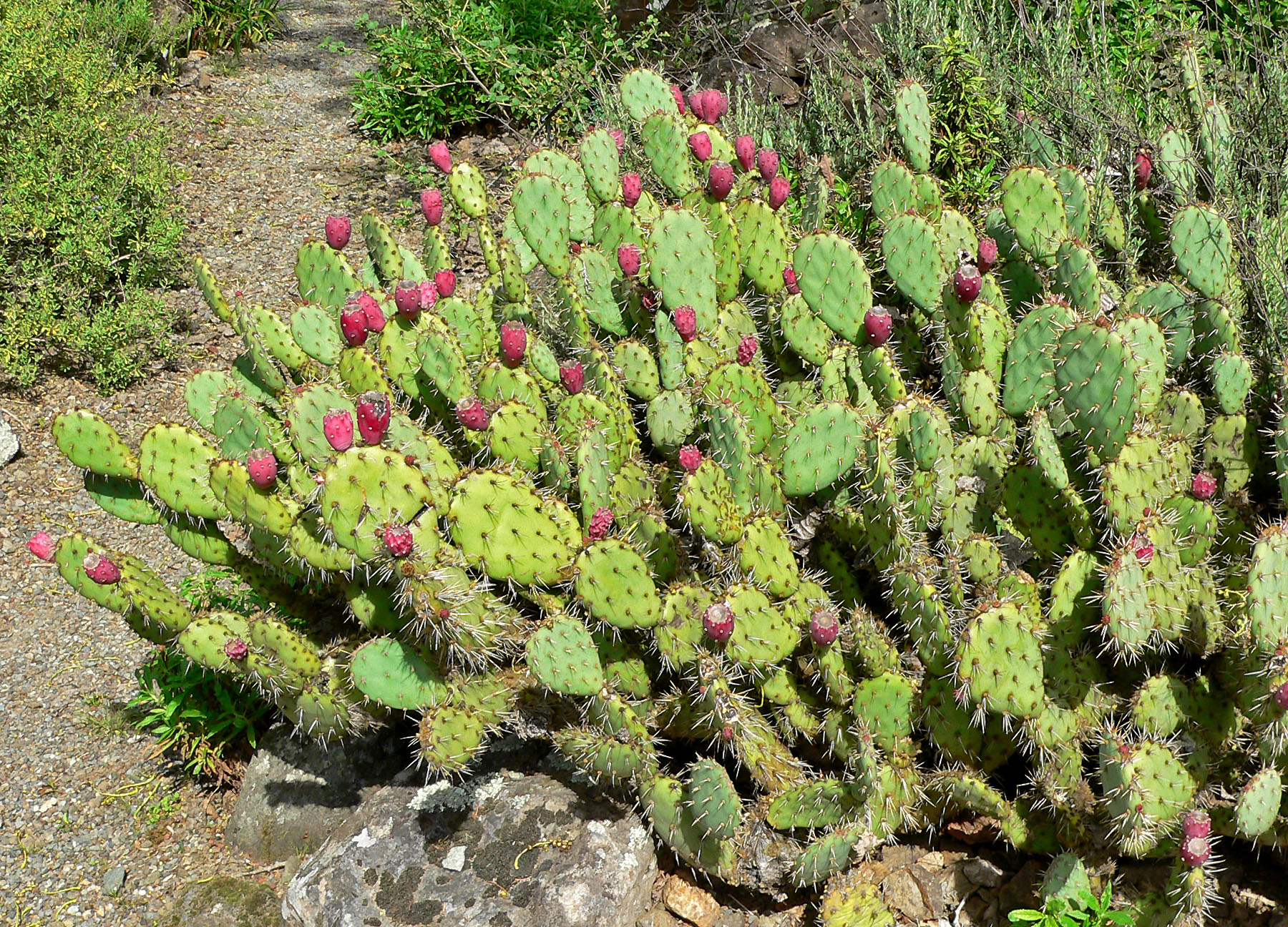
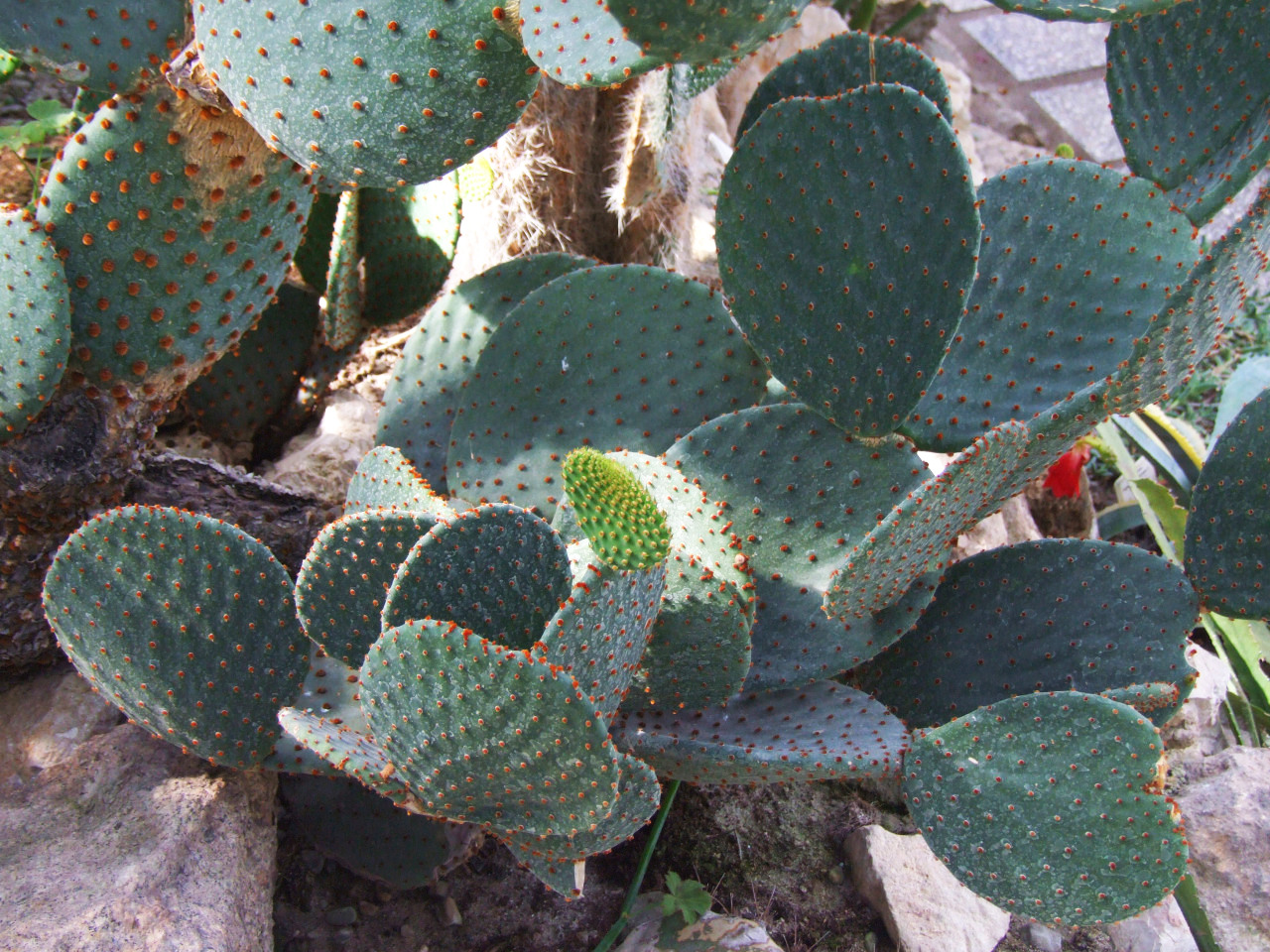
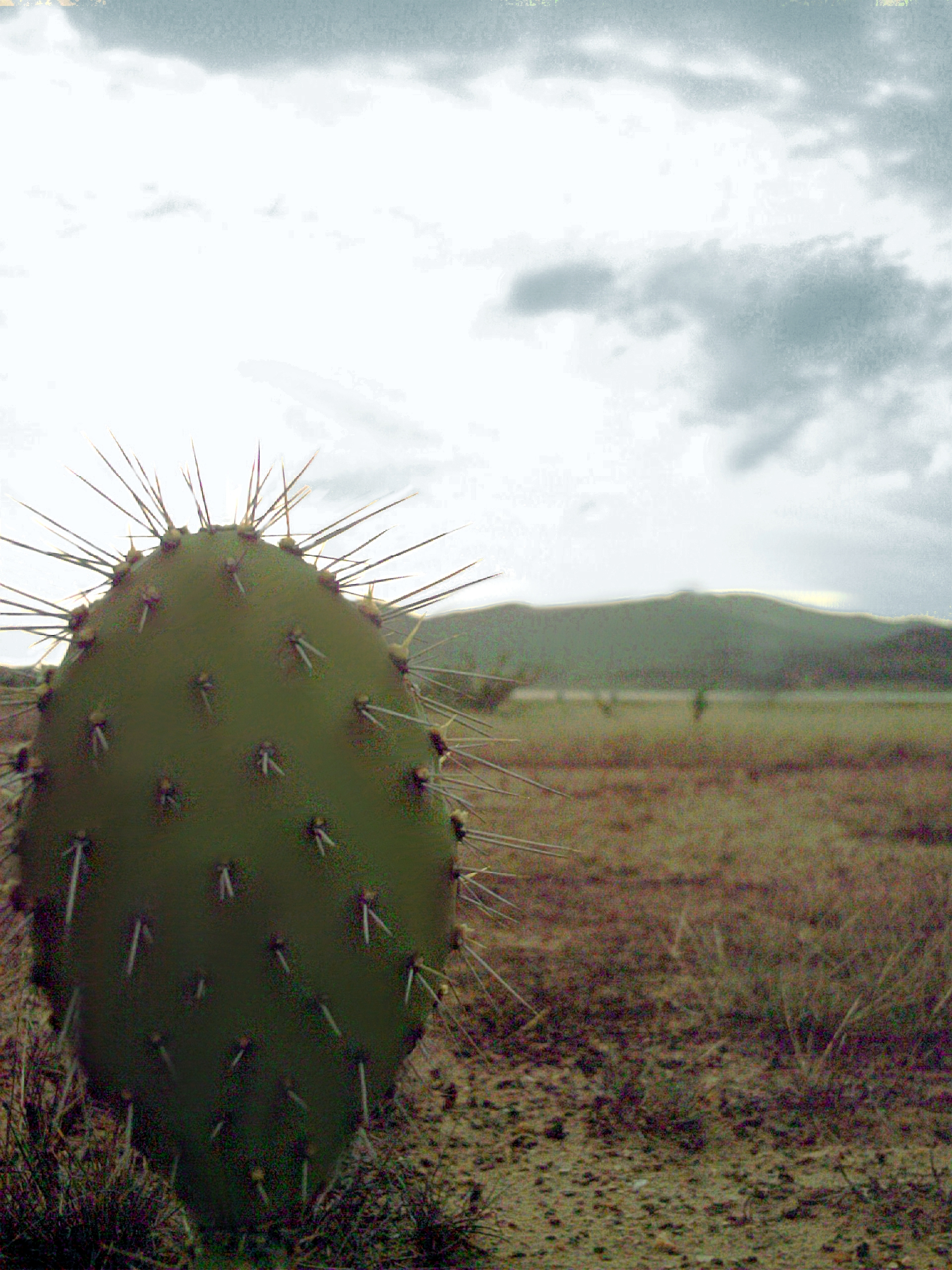